# Südpark (Münster)

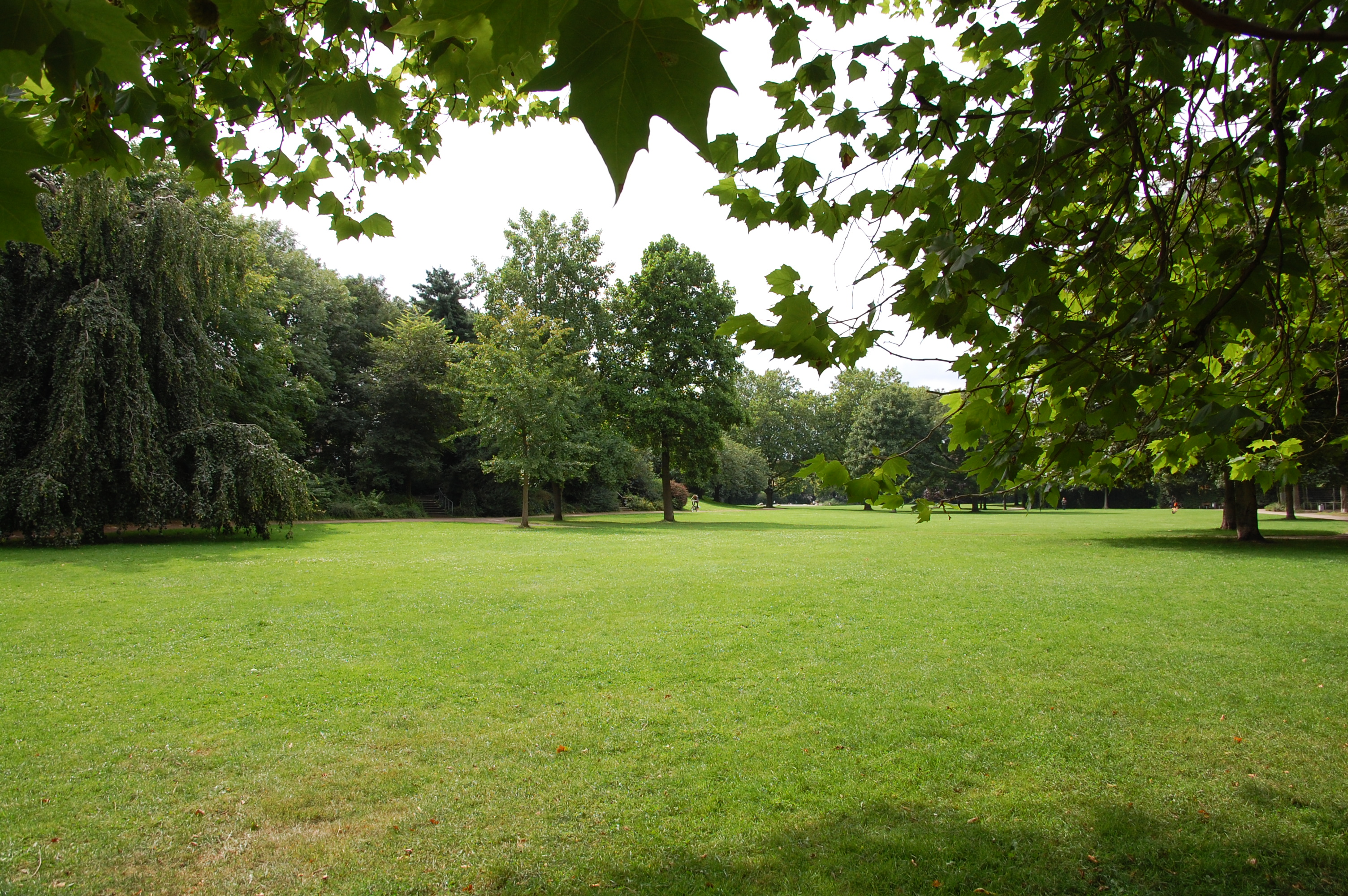
Der Südpark im Sommer 2012

Der Südpark ist eine städtische Grünlage in der westfälischen Stadt Münster. Sie befindet sich zwischen der Hammer Straße und dem ehemaligen Güterbahnhof, unweit der St.-Josephs-Kirche.
Auf dem Gelände befand sich zuvor zwischen 1860 und 1945 die Kaserne des Westfälischen Train-Bataillons Nr. 7. Es folgte eine Konversion der Anlage mit anschließender gewerblicher Nutzung, die bis in die 1970er Jahre andauerte. Die Umwandlung in eine Grünanlage erfolgte in den Jahren von 1975 bis 1979. Im Park selbst befinden sich ein kleiner Teich, ein Spielplatz und zahlreiche Rasenflächen. Kern des Südparks ist jedoch das große Abenteuerdorf des Intitiativzentrums „ABI“, das für Kinder und Jugendliche verschiedene Angebote zum Thema „Abenteuer-Bauen-Initiativen“ als Freizeitgestaltung anbietet. 